# Janusz Kupcewicz
Janusz Kupcewicz (9. prosince 1955, Gdaňsk – 4. července 2022, Gdaňsk) byl polský fotbalista, záložník. Po skončení aktivní kariéry působil jako trenér.

## Fotbalová kariéra
Začínal v týmech OKS Olsztyn a Stomil Olsztyn. V polské nejvyšší soutěži hrál za tým Arka Gdynia, se kterým vyhrál v roce 1979 polský fotbalový pohár. Dálší sezónu hrál za Lech Poznań, se kterým vyhrál polskou fotbalovou ligu. Dále hrál ve Francii za AS Saint-Étienne, v Řecku za AE Larisa 1964, v polské lize za Lechii Gdańsk a v Turecku za Adanaspor. V Poháru vítězů pohárů nastoupil v 7 utkáních. Za polskou reprezentaci nastoupil v letech 1976–1983 ve 20 utkáních a dal 5 gólů. Byl členem polské reprezentace Mistrovství světa ve fotbale 1978, ale v utkání nenastoupil a zůstal jen mezi náhradníky. S polskou fotbalovou reprezentací získal bronzové medaile za 3. místo na Mistrovství světa ve fotbale 1982, nastoupil v 5 utkáních a dal 1 gól.

## Ligová bilance
| Ročník                  | Zápasy | Góly | Klub             |
| ----------------------- | ------ | ---- | ---------------- |
| I liga 1973/74          | -      | -    | Stomil Olsztyn   |
| Ekstraklasa 1974/75     | 16     | 0    | Arka Gdynia      |
| I liga 1975/76          | 29     | 14   | Arka Gdynia      |
| Ekstraklasa 1976/77     | 24     | 6    | Arka Gdynia      |
| Ekstraklasa 1977/78     | 25     | 1    | Arka Gdynia      |
| Ekstraklasa 1978/79     | 29     | 5    | Arka Gdynia      |
| Ekstraklasa 1979/80     | 23     | 7    | Arka Gdynia      |
| Ekstraklasa 1980/81     | 22     | 5    | Arka Gdynia      |
| Ekstraklasa 1981/82     | 22     | 2    | Arka Gdynia      |
| Ekstraklasa 1982/83     | 24     | 9    | Lech Poznań      |
| Ligue 1 1983/84         | 28     | 2    | AS Saint-Étienne |
| Ligue 2 1984/85         | 7      | 0    | AS Saint-Étienne |
| Řecká Superliga 1985/86 | 23     | 2    | AE Larisa 1964   |
| Ekstraklasa 1986/87     | 22     | 6    | Lechia Gdańsk    |
| Ekstraklasa 1987/88     | 17     | 2    | Lechia Gdańsk    |
| Süper Lig 1988/89       | 15     | 4    | Adanaspor        |
| CELKEM Ekstraklasa      | 224    | 43   |                  |
| CELKEM Ligue 1          | 28     | 2    |                  |
| CELKEM Řecká Superliga  | 23     | 2    |                  |
| CELKEM Süper Lig        | 15     | 4    |                  |